# Tlogodalem
Tlogodalem is een bestuurslaag in het regentschap Wonosobo van de provincie Midden-Java, Indonesië. Tlogodalem telt 2077 inwoners (volkstelling 2010).